# The Shakiest Gun in the West
The Shakiest Gun in the West (br.: O revólver mais trêmulo do Oeste) é uma comédia western estadunidense de 1968, dirigida por Alan Rafkin. É uma refilmagem de The Paleface de 1948 estrelado por Bob Hope e Jane Russell. A cena de um dos duelos com a intervenção de um terceiro atirador é similar ao climax do filme  The Man Who Shot Liberty Valance.
O roteiro de Beethoven's 3rd inclui uma trama sobre uma cópia de DVD de The Shakiest Gun in the West que gera comentários sobre o mesmo por parte dos personagens.

## Elenco
- Don Knotts...Dr. Jesse W. Heywood
- Barbara Rhoades...Penelope 'Bad Penny' Cushings
- Jackie Coogan...Matthew Basch
- Burt Mustin...Velho Artimus
- Don 'Red' Barry...Rev. Zachary Gant (creditado como Donald Barry)
- Ruth McDevitt...Olive
- Robert Yuro...Arnold the Kid
- Frank McGrath...Senhor Remington
- Terry Wilson...Welsh
- Carl Ballantine...Abel Swanson

## Sinopse
Jesse W. Haywood se forma dentista em 1870 numa escola da Filadélfia e vai para o Oeste. No caminho, sua diligência é assaltada por dois bandidos, um deles mascarado, muito rápido e preciso no gatilho. Pouco depois, se descobre que esse bandido é na verdade uma mulher, a perigosa Penelope "Bad Penny" Cushing. Ela é perseguida e capturada pelo xerife mas quando está na prisão recebe uma proposta de "perdão" caso aceite se tornar uma agente governamental para investigar e descobrir a quadrilha que está contrabandeando rifles para os índios. Ela aceita e se encontra com um agente e ambos planejam viajar disfarçados como um casal numa caravana suspeita de que será usada para o transporte ilegal dos rifles. Mas o agente é emboscado e morto e, como precisa de um marido para viajar, Penny resolve usar o inocente Haywood e dá um jeito de se casar às pressas com ele. Haywood é um "janota" que treme com uma arma na mão e não acerta nada mas com a ajuda de Penny sem que ele saiba, vai saindo das encrencas inclusive um duelo contra o pistoleiro "Arnold the Kid", causadas pelos contrabandistas que desconfiam dele. E com isso, se torna respeitado e temido, apelidado de "Doc the Heywood".